# Apotolamprus marojejyensis
Apotolamprus marojejyensis är en skalbaggsart som beskrevs av Olivier Montreuil 2005. Apotolamprus marojejyensis ingår i släktet Apotolamprus och familjen bladhorningar. Inga underarter finns listade i Catalogue of Life.